# Sven-Olof Sällström
Sven-Olof Sällström, född 4 oktober 1968 i Ånge i Borgsjö församling i Västernorrlands län, död 14 mars 2024 i Ånge i Borgsjö distrikt, var en svensk politiker (sverigedemokrat). Han var riksdagsledamot från 2010 till sin död (invald för Göteborgs kommuns valkrets 2010–2014, Dalarnas läns valkrets 2014–2018, Kronobergs läns valkrets 2018–2022 respektive Östergötlands läns valkrets 2022–2024).

## Politisk karriär
Sällström var på 1980-talet aktiv i Centerpartiets ungdomsförbund och under en tid från 2002 medlem i Folkpartiet. 2006 blev han medlem i Sverigedemokraterna. Han utsågs 2008 till partiets Europapolitiske talesman, och var förstakandidat för Sverigedemokraterna i Europaparlamentsvalet 2009, där partiet dock inte vann något mandat.
Han var ledamot i Sverigedemokraternas partistyrelse 2009–2019. Under 2010 var han pressekreterare för Sverigedemokraterna på riksnivå.
I riksdagsvalet 2010 kandiderade Sällström på plats nummer 10 på Sverigedemokraternas riksdagslista och blev invald i riksdagen. 2010–2012 och 2014–2018 satt han i arbetsmarknadsutskottet och var Sverigedemokraternas arbetsmarknadspolitiske talesperson. 2012 efterträdde han Erik Almqvist som partiets ekonomisk-politiska talesperson. Under våren 2014 blev Oscar Sjöstedt ny ekonomisk-politisk talesperson och ersatte Sällström.
Sällström var vice ordförande i riksdagens försvarsutskott 2022–2023.

## Privat- och yrkesliv
Sällström växte upp i Ånge i Medelpad. När han valdes in i riksdagen bodde han i Östersund, men han flyttade senare tillbaka till Ånge. Innan han blev heltidspolitiker arbetade han som yrkesofficer och som butikschef. I december 2021 fick han diagnosen gallvägscancer. Sven-Olof Sällström avled i cancern i mars 2024, 55 år gammal.